# Severjani
Severjani (belorusko Севяране; bolgarsko Севери; rusko Северяне; ukrajinsko Сiверяни, latinizirano: Siverjany)  so bili pleme ali plemenska zveza zgodnjih Vzhodnih Slovanov na ozemlju srednjega toka Dnepra in jugovzhodno od spodnje Donave. Omenjajo jih Bavarski geograf (9. stoletje), bizantinski cesar Konstantin VII. Porfirogenet (956–959), hazarski vladar Jožef (okoli 955) in Primarna kronika (1113). 

## Etnonim
Etimologija imena "Severjan" je negotova. Ena od teorij predlaga izpeljavo iz slovanske besede za sever, toda Severjani nikoli niso bili najsevernejše slovansko pleme. Druga teorija predlaga iransko izpeljavo iz imena sarmatskega plemena Seuer (seu pomeni črn). Nekateri zgodovinarji so trdili, da so Judje to pleme imenovali Savarta. Trditev temelji na zapisu v Kijevskem pismu (okoli 930), v katerem so v hebrejščini zapisani kot SVRTH. Zapis se lahko bere Sur'ata ali Sever'ata in izhaja iz slovanskega sirota, ki v tem kontekstu pomeni spreobrniti. Po eni od domnev naj bi ime izviralo iz madžarskega savarti (črni; verjetno izposojeno iz protogermanskega swartaz). Na podlagi zapisov Bavarskega geografa nekateri učenjaki povezujejo etnonim Severjani z Zuierani, Zeriuani ali Sebbirozi, najverjetneje Sabiri.

## Zgodovina
Za Severjane velja, ea so po političnem izginotju Antov in Dulebov nadaljevali vzhodnoslovansko plemensko zvezo v porečju srednjega Dnepra, bodisi neodvisno bodisi pod hazarsko oblastjo. Domneva se, da so naseljevali spodnji tok Desne in zgornji tok Sejma in Sule. Njihovo središče naj bi bilo v Černigovu (Črno mesto). Ker so Severjani v zgodovinskih virih naseljevali tako dolino Dnepra kot del doline Donave in ker naj bi bilo kraljestvo Zerjuani tako veliko, da so vsi Slovani izhajali iz njega, je Henryk Łowmiański menil, da so bili rusinski Severjani matično slovansko pleme. Profesor Trajan Stojanovič je severske Slovane opisal kot mešanico Slovanov in slovaniziranih nekdaj turško govorečih Hunov.
Nekateri Severjani so se naselili na ozemlju današnje severovzhodne Bolgarije v nekdanjih rimskih provincah Spodnja Mezija in Mala Skitija. Po Teofanu Spovedniku so Bolgari podjarmili tako imenovanih Sedem slovanskih plemen. Eno od teh plemen, Severeji (Severjani), je bilo "iz klisur pred Veregavo" (ἀπό τῆς ἔμπροσθεν κλεισȣ́ρας Βερεγάβων), najverjetneje s prelaza Riš na Stari planini, preseljeno na vzhod. Ostalih šest plemen je bilo preseljenih v južne in zahodne predele do meje s panonskimi Avari. Leta 767 so Bizantinci ugrabili severjanskega kneza Slavuna, ki je delal težave v Trakiji, kar kaže, da so Slovani obdržali tributarno razmerje z Bolgari.
Ostali Severjani so imeli za sosede Radimiče, Kriviče in Vjatiče na severu ter Derevljane in Poljane na zahodu. Ta plemena so morala Hazarom leta 859 plačati davek v obliki veveričjih in bobrovih kož, kar nakazuje, da so živela v severnih gozdovih ali blizu njih. Leta 884 je Oleg Novgorodski priključil njihovo ozemlje h Kijevski Rusiji. Severjani so morali plačevati "lahek tribut". Po Olegovih besedah on sam ni deloval proti Severjanom, ampak proti Hazarom. Možno je, da so Severjani sprejeli Olegovo oblast, ker jim je naložil nižje davke.
Severjani so skupaj z drugimi vzhodnoslovanskimi plemeni sodelovali v Olegovem pohodu na Carigrad leta 907. V 10. stoletju je Konstantin VII. Porfirogenet v svojem delu De administrando imperio zapisal, da so se ruski knezi (arhonti) pozimi preselili v dežele svojih podložnikov Severjanov in Krivičev in tam ostali. Ozemlje Severjanov je kasneje postalo del Velike Černigovske kneževine. Severjani so zadnjič omenjeni leta  1024 kot del vojske, ki jo je Mstislav Černigovski rekrutiral za svojo družino (spremstvo). Severjani so pomembno vplivali na zmago v bitki pri Listvenem (1024), predvsem v borbi proti Varjagom.
Nekateri zgodovinarji se ne strinjajo z zgoraj navedenimi datumi. Nekateri postavljajo Olegovo osvojitev v 920. ali 930. leta. Hazarski vladar Jožef (okoli  955) je omenil, da njegov imperij vlada tudi "Severom, Slavjunom in Ventitom", medtem ko je Konstantin VII. zapisal, da so Severjani okoli leta 950 plačevali davek Rusom in ne Hazarom.
Severjani so sčasoma postali znani kot Černigovci  in dali ime pokrajini Severiji.

## Kultura
Arheologi so našli številna podeželska naselja, povezana s Severjani, vključno z grobišči z upepeljenimi trupli iz 8.–10. stoletja. Severjani so se tako kot drugi vzhodni Slovani ukvarjali predvsem s kmetijstvom, govedorejo, lovom in različnimi ročnimi obrtmi, kot so lončarstvo, tkalstvo in obdelava kovin. Trgovina ni bila zelo razvita, ponujali pa so med, vosek, krzno in sužnje. Dobrine so prevažali s drevaki.
Severjani so bili patriarhalna kultura, v kateri so vladali klanski ali plemenski voditelji, ki so imeli politično oblast v svojem okolju in sklicevali plemenske svete. Središča politične moči so bile utrjena gradišča, zgrajena v gozdovih ali na vzpetinah, okoli katerih so se razvile vasi.
Nekatere saltovo-majaške utrdbe so se nahajale na severskem ozemlju.
V Primarni kroniki je zapisano, da so Drevljani, Radimiči, Vjatiči in Severjani živeli nasilno življenje in niso sklepali monogamnih zakonov, ampak so bili poligamni.